# Inopsis funerea
Inopsis funerea är en fjärilsart som beskrevs av Augustus Radcliffe Grote 1882. Inopsis funerea ingår i släktet Inopsis och familjen björnspinnare. Inga underarter finns listade i Catalogue of Life.